# NGC 6845
NGC 6845 (aussi nommé Klemola 30) est un groupe de quatre galaxies en interaction situé dans la constellation du Télescope. Sa vitesse par rapport au fond diffus cosmologique est de 6 223 ± 43 km/s, ce qui correspond à une distance de Hubble de 91,8 ± 6,5 Mpc (∼299 millions d'al). NGC 6845 a été découvert par l'astronome britannique John Herschel en 1834.

## Historique des observations
Le groupe est composé des deux galaxies spirales PGC 63985 (NGC 6845A) et PGC 63986 (NGC 6845B), ainsi que des galaxies lenticulaires PGC 63979 (NGC 6845C) et PGC 63978 (NGC 6845D). Les quatre galaxies s'étendent dans le ciel sur une zone d'approximativement 4 minutes d'arc par 2 minutes d'arc.

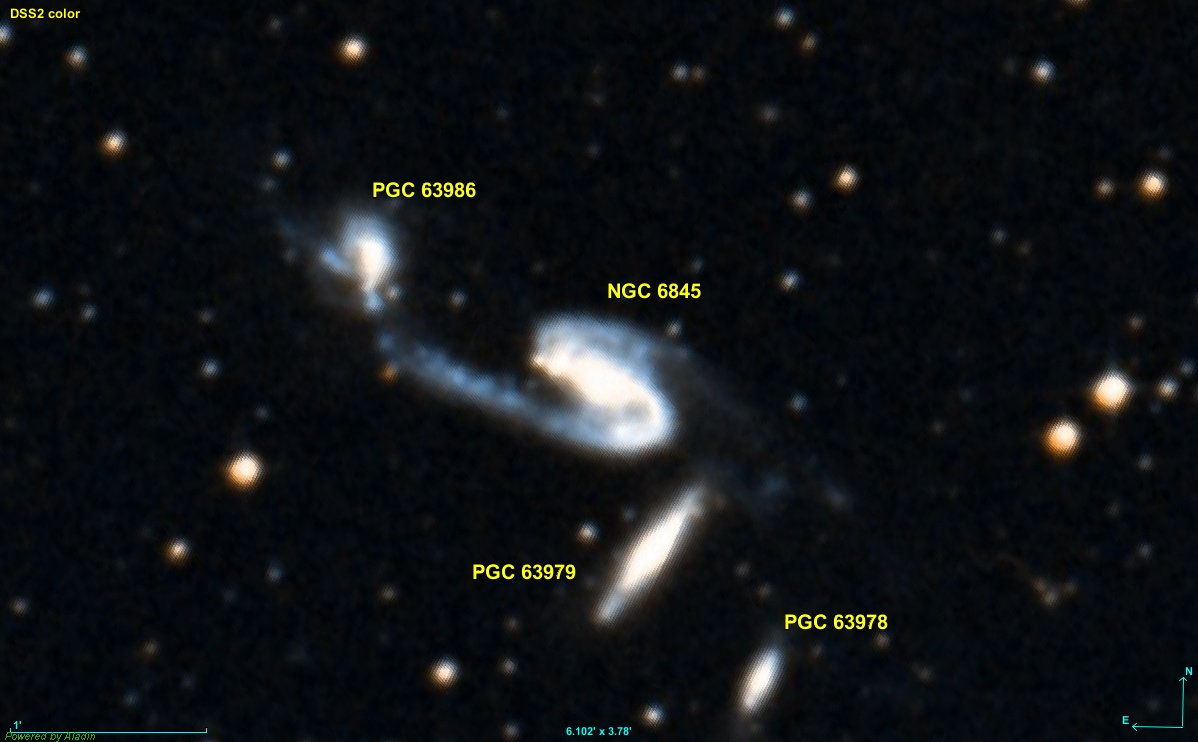
Les quatre galaxies du groupe de NGC 6845 (image du relevé DSS).

Les désignations non conventionnelles NGC 6845A, B, C et D sont employées par la base de données NASA/IPAC. La plus grande en taille apparente et la plus brillante du groupe est PGC 63985 (nommée NGC 6845 sur l'image ci-dessus), alors que PGC 63986 est la deuxième plus brillante. La brillance de surface de cette dernière est également supérieure à celle de PGC 63985.
En réalité, John Herschel n'a pas observé les quatre galaxies. La position qu'il a indiquée est près de cette deuxième galaxie. La description qu'il a faite de ses deux observations (la 2e dans la nuit du 5 septembre 1836) est cependant consistante avec les deux galaxies spirales. Ces dernières sont à la limite de visibilité de ce que pouvait permettre le télescope qu'il utilisait et on peut difficilement choisir précisément quelle galaxie il a observée, ou même s'il a cru n'en voir qu'une au lieu de deux.
L'ensemble des quatre galaxies du quartet a été découvert sur des plaques photographiques prises par le télescope Bruce de 24 pouces (60 cm) installé à l'observatoire de l'université Harvard à Arequipa au Pérou. Ces plaques ont été enregistrées entre les années 1908 et 1913.

## Galerie

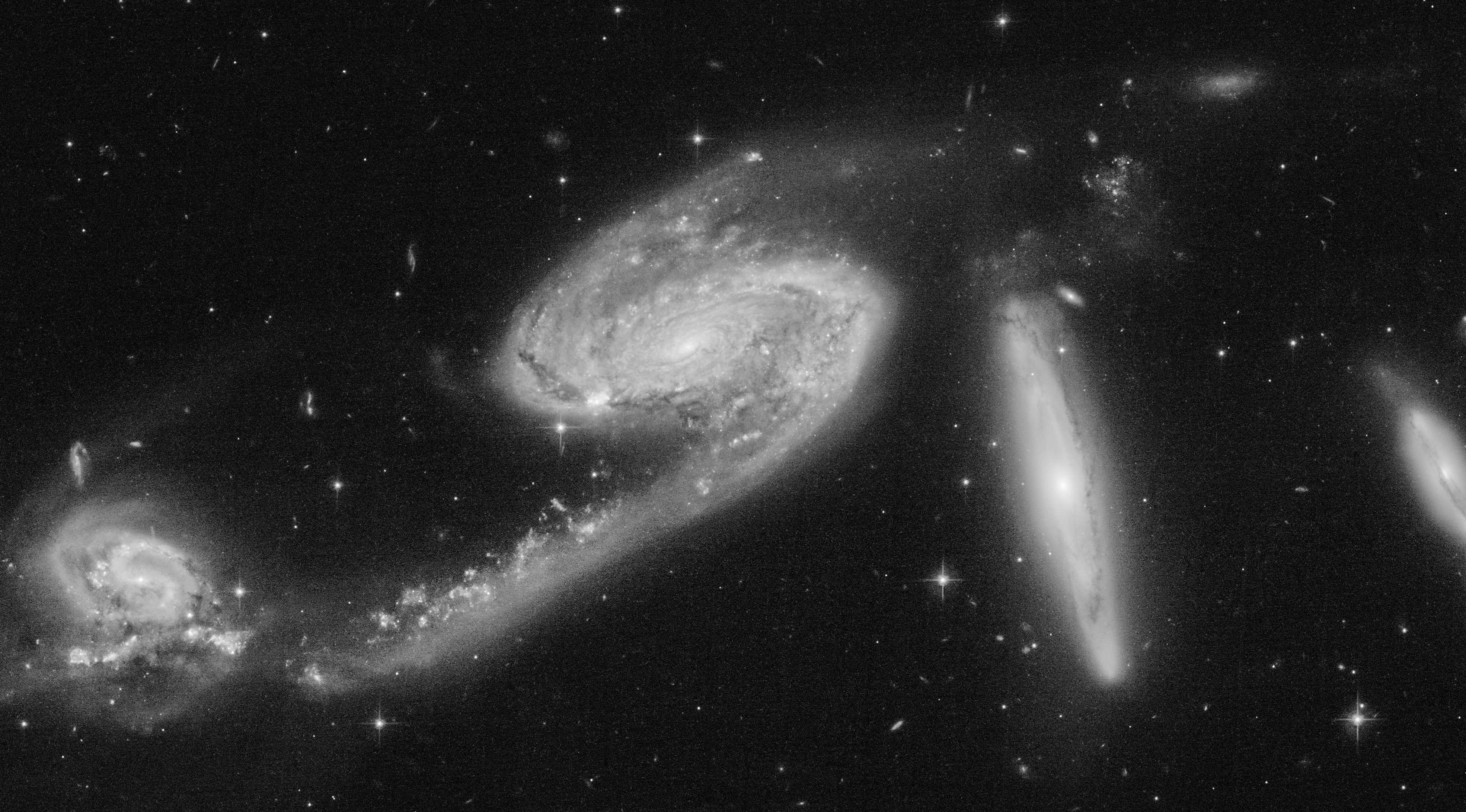
NGC 6845 selon les données du télescope spatial Hubble.
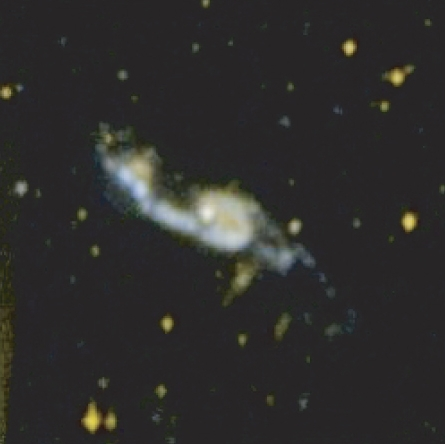
NGC 6845 imagé par le télescope spatial GALEX (ultraviolet).